# Louise-Insel
Die Louise-Insel (französisch Île Louise, englisch Louise Island, in Argentinien spanisch Isla Luisa) ist eine 1 km lange Insel vor der Danco-Küste des Grahamlands im Norden der Antarktischen Halbinsel. Sie liegt 1,5 km östlich des Kap Anna und ebensoweit westlich der Emma-Insel auf der Südwestseite der Einfahrt zur Wilhelmina Bay.
Teilnehmer der Belgica-Expedition (1897–1899) des belgischen Polarforschers Adrien de Gerlache de Gomery entdeckten sie im Januar 1898. De Gerlache benannte die Insel nach seiner Schwester.